# كينت ماتسوكا
كينت ماتسوكا (بالإنجليزية: Kent Matsuoka)‏ هو مدير التصوير ومنتج أفلام أمريكي، ولد في 1974.

## وصلات خارجية
- كينت ماتسوكا على موقع IMDb (الإنجليزية)
- كينت ماتسوكا على موقع قاعدة بيانات الفيلم (الإنجليزية)